# 7593 Cernuschi
7593 Cernuschi este o planetă minoră (asteroid), cu un diametru de 8,555 km, din centura de asteroizi. A fost descoperită pe 21 noiembrie 1992 la Observatorul Palomar de Eleanor F. Helin și a fost numită după Félix Cernuschi⁠(d). 
Obiectul prezintă o orbită caracterizată de o semiaxă mare de 2,5574333 UAi, o excentricitate de 0,17, o înclinație de 14,41923 ° în raport cu ecliptica.